# 22143 Cathyfowler
22143 Cathyfowler este un asteroid din centura principală de asteroizi.

## Descriere
22143 Cathyfowler este un asteroid din centura principală de asteroizi. A fost descoperit pe 1 noiembrie 2000 la Socorro, New Mexico, în cadrul proiectului LINEAR. Asteroidul prezintă o orbită caracterizată de o semiaxă mare de 2,23 ua, o excentricitate de 0,19 și o înclinație de 0,7° în raport cu ecliptica.